# 麋華泰兵營
麋華泰兵營（Camp Elkwater）位於西維吉尼亞州，是南北戰爭期間聯邦軍隊的一座小堡壘；1868年至79年時，西維吉尼亞政府把蘭多夫郡的一個地方以此兵營命名。
戰爭爆發後不久, 雷諾茲將軍（J.J. Reynolds）為控制通往赫頓斯維爾 (西維吉尼亞)(Huttonsville)的道路，與聯邦軍於亨特斯維爾 (維吉尼亞)(Huntersville)建造了麋華泰兵營。兵營的防禦工事與道路成直角，以防南軍破壞或佔領它。
在1861年9月12日至15日的細德山之役中，李將軍的部隊曾進攻麋華泰兵營和附近的細德峰堡(Cheat Summit Fort)，期間邦聯中將J.A.華盛頓陣亡，使失去信心的南軍卻步不前。
以後麋華泰兵營都沒有再立下戰功，南軍亦一直沒有佔領它。